# Lista orașelor-târguri din Cehia
Orașele-târguri din Cehia sunt comunele cehe care au statut de oraș-târg (în cehă: městys). Ele constituie  un nivel intermediar de relevanță între comunele cu statut de oraș (města) și comunele simple (obcí). În 2009 în Cehia erau 206 comune cu statut de oraș-târg.

## Istoria
Titlul de oraș-târg a fost moștenit ereditar de Cehia de la Imperiul Austro-Ungar ca și marktgemeinde, ce identifica o localitate, care, în ciuda faptului că nu avea statut de oraș, avea dreptul de a deține o piață.
În Cehoslovacia statutul a fost abolit în 1954 și a fost reinstituit abia în 2006 în Republica Cehă, cu acordarea titlului numai unora dintre comunele care l-au deținut înainte 1954. În plus, pe lângă cele 206 de orașe-târguri, sunt multe alte localități care întrunesc cerințele stabilite prin legea cehă pentru a li se acorda în viitor statutul de městys.

## Lista alfabetică

### B
| - Batelov - Běhařovice - Besednice - Bezno - Bílé Podolí - Blížkovice - Bobrová - Bohdalov - Bojanov - Boleradice | - Borotín - Božejov - Brankovice - Brodce - Brodek u Prostějova - Brodek u Přerova - Brozany nad Ohří - Březno - Budišov - Buchlovice |

### C
| - Cerhenice - Cerhovice - Chlum u Třeboně - Chodová Planá - Choltice | - Chotětov - Chroustovice - Chudenice - Cítoliby |

### Č
| - Čachrov - Častolovice - Čechtice - Černá Hora - Černý Důl | - Červené Pečky - Česká Bělá - Český Šternberk - Čestice |

### D
| - Dalešice - Davle - Deblín - Dešenice - Divišov - Dolní Bukovsko - Dolní Cerekev - Dolní Čermná - Doubravice nad Svitavou | - Doubravník - Doudleby nad Orlicí - Drahany - Drásov - Drnholec - Dřevohostice - Dub - Dub nad Moravou |

### F
- Frymburk

### H
| - Havlíčkova Borová - Heraltice - Holany | - Hostomice - Hustopeče nad Bečvou - Hvězdlice |

### J
| - Jedovnice - Jimramov | - Jince |

### K
| - Kácov - Kamenice - Karlštejn - Katovice - Klenčí pod Čerchovem - Kněževes - Knínice u Boskovic - Kolinec - Koloveč - Komárov | - Kounice - Kralice na Hané - Krucemburk - Křemže - Křinec - Křivoklát - Křivsoudov - Křižanov - Křtiny - Kunvald |

### L
| - Lázně Toušeň - Ledenice - Levín - Lhenice - Libice nad Doubravou - Liteň - Litenčice - Litultovice | - Lomnice - Loučeň - Louňovice pod Blaníkem - Luka nad Jihlavou - Lukavec - Lukov - Lysice |

### M
| - Machov - Malešov - Malšice - Maršovice - Medlov - Měřín - Mikulovice | - Mladé Buky - Mlázovice - Mohelno - Moravská Nová Ves - Mrákotín - Mšec |

### N
| - Náměšť na Hané - Nedvědice - Nehvizdy - Nepomyšl - Netvořice - Neustupov - Nezamyslice | - Nosislav - Nová Cerekev - Nové Veselí - Nový Hrádek - Nový Hrozenkov - Nový Rychnov |

### O
| - Okříšky - Olbramkostel - Olbramovice - Oleksovice - Opatov | - Ostrov nad Oslavou - Ostrov u Macochy - Ostrovačice - Osvětimany |

### P
| - Panenský Týnec - Pavlíkov - Pecka - Peruc - Plaňany - Podhradí | - Polešovice - Pozlovice - Pozořice - Prosiměřice - Protivanov - Přídolí |

### R
| - Radomyšl - Rataje nad Sázavou | - Ročov - Rokytnice nad Rokytnou |

### S
| - Senomaty - Sepekov - Slabce - Slavětín - Sloup - Sněžné - Sovínky - Spálov - Stará Říše - Stařeč | - Stonařov - Stráž - Strážek - Strážný - Strunkovice nad Blanicí - Suchdol nad Odrou - Svatava - Svitávka - Svojanov |

### Š
| - Šatov - Ševětín - Škvorec - Štěchovice | - Štěkeň - Štítary - Štoky - Švábenice |

### T
| - Tištín - Trhová Kamenice | - Troskotovice |

### U
| - Uhelná Příbram | - Úsobí |

### V
| - Včelákov - Velké Němčice - Velké Poříčí - Velký Újezd - Vémyslice - Větrný Jeníkov - Veverská Bítýška - Vilémov | - Višňové - Vladislav - Vojnův Městec - Vranov nad Dyjí - Vraný - Vrchotovy Janovice - Všeruby - Všetaty |

### Z
| - Zápy - Zásada - Zdislavice | - Zlonice - Zvíkovec |

### Ž
| - Žehušice - Žinkovy | - Žumberk |